# Costum de València
La Costum de València fou el corpus jurídic destinat a regular tots els aspectes de la vida urbana de la ciutat de València i atorgada per Jaume I, al poc de la conquesta cristiana, davant els principals eclesiàstics, nobles i prohoms presents a la ciutat. Aquest codi municipal, posteriorment, formarà el nucli dels Furs de València quan siguin atorgats en les Corts de 1261.
La redacció inicial fou realitzada pel jurista Pere Albert, prenent com a base les rúbriques o títols del nou primers llibres del Codi Justinià, dividida en dues parts (la primera, els llibres I al V, i la segona, del VI al IX) amb uns 750 capítols (o furs) cadascuna. Nombrosos capítols provenen del mateix Codi, del Digest, del Liber Iudicum o dels Costums de Lleida, però també existeixen algunes concordances amb el tractat De batalla facienda de Pere Albert, el Liber feudorum maior, els Usatges de Barcelona o les Decretals.
Una costum, una moneda de lig e de pes e de figura, una alna, un quarter, un almut, una fanequa, un cafiç, una onça, un march, una liura, una rova, un quintar e un pes e una mesura en tot lo regne e en la ciutat de València sia per tos temps. Enadeix lo senyor rey que axí sia entès lo fur en tot lo regne de València com en la ciutat.
La primera vegada que apareix anomenada la Costum és en un privilegi de 21 de maig de 1239. La data de la reunió dels que van acompanyar al rei en la conquesta de la ciutat de València i on Jaume I, suposadament, va promulgar la Costum, segons diversos autors ha fluctuat entre el mateix 9 d'octubre, dia en què es rendeix la ciutat de València, o uns dies després, i el començament de 1240. De tota manera, el que importa és la celeritat del rei en atorgar un codi extens i complet a la ciutat de València, amb idèntica finalitat que els furs extensos de procedència aragonesa o catalana que estaven atorgant-se a les localitats del nord valencià, però amb la diferència fonamental que aquest codi legal es crea ex novo, en un territori conquerit, utilitzant fonamentalment el ius commune, els drets romà i canònic.
Tot i tractar-se d'un fur local atorgat pel rei a la ciutat de València, en dos dels capítols que semblen formar part d'aquesta Costum, la versió llatina del fur I-I-1 i el fur I-X-3, queda clara la voluntat reial d'estendre l'aplicació d'aquesta norma i de què es converteixi en el dret privatiu del regne de València.
Del text original no es troben copies però la major part dels seus capítols estan inclosos en els Furs. Entre 1240 i 1261 la primitiva Costum anà ampliant-se amb nombrosos privilegis reials, fins a arribar a una nova redacció dels Furs que es tradueix al català, i aquesta nova versió és presentada, promulgada i jurada pel rei davant les primeres Corts valencianes. En aquest mateix període la Costum s'estén a les poblacions del sud d'Almenara, mentre les terres del nord, si foren repoblades abans de la conquesta de la ciutat de València, ho feren a Fur de Saragossa o a Costum de Lleida, i si es repoblaren després de l'atorgament de la Costum, algunes ciutats reials ho feren a la Costum de València i la resta adoptaren els furs que ja hi havia als llocs veïns.